# Deeringothamnus rugelii
Deeringothamnus rugelii là loài thực vật có hoa thuộc họ Na. Loài này được (L.B.Rob.) Small mô tả khoa học đầu tiên năm 1930.